# Aeropuerto Internacional de Birmingham-West Midlands
El Aeropuerto de Birmingham (del inglés: Birmingham Airport) (IATA: BHX, OACI: EGBB) es el aeropuerto que sirve a la ciudad de Birmingham, Inglaterra, la segunda ciudad del Reino unido. Está ubicado al sureste del centro de Birmingham
en Bickenhill en la ciudad metropolitana de Solihull en los Midlands Occidentales, Inglaterra. El aeropuerto es una base de las aerolíneas Ryanair y TUI Airways y anteriormente Flybe.
El aeropuerto ofrece vuelos nacionales dentro del Reino Unido, y los vuelos internacionales a destinos en Europa, Oriente Medio, Pakistán, América del Norte y el Caribe. Birmingham tiene una CAA licencia pública de uso aeródromo (número P451) que permite vuelos para el transporte público de pasajeros o de instrucción de vuelo. 
En 2008, el aeropuerto atendió a 9,6 millones de pasajeros, pero para el 2010 descendió el número de pasajeros llegando a 8.572.398, aunque sigue siendo el séptimo aeropuerto más transitado del Reino Unido.

## Aerolíneas y destinos

Avanti West Coast es uno de los cinco servicios ferroviarios que paran en la Estación Birmingham International

El Ferrocarril de Transport for Wales es otro de los servicios (en rojo).

West Midlands Railway y London Northwestern Railway también paran.

CrossCountry también pasa por otros aeropuertos, como el de Southampton

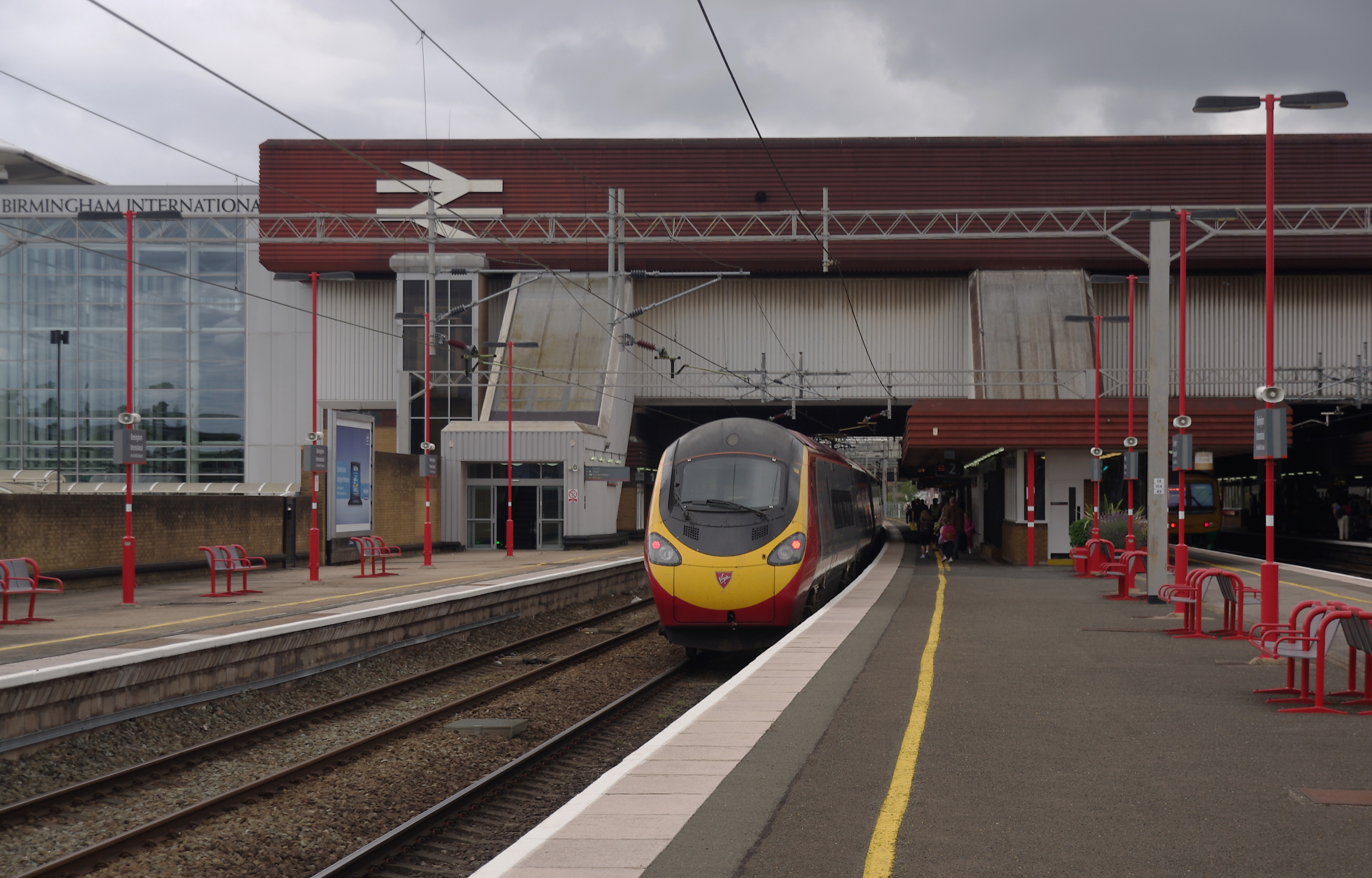
Pendolino en la Estación Birmingham International

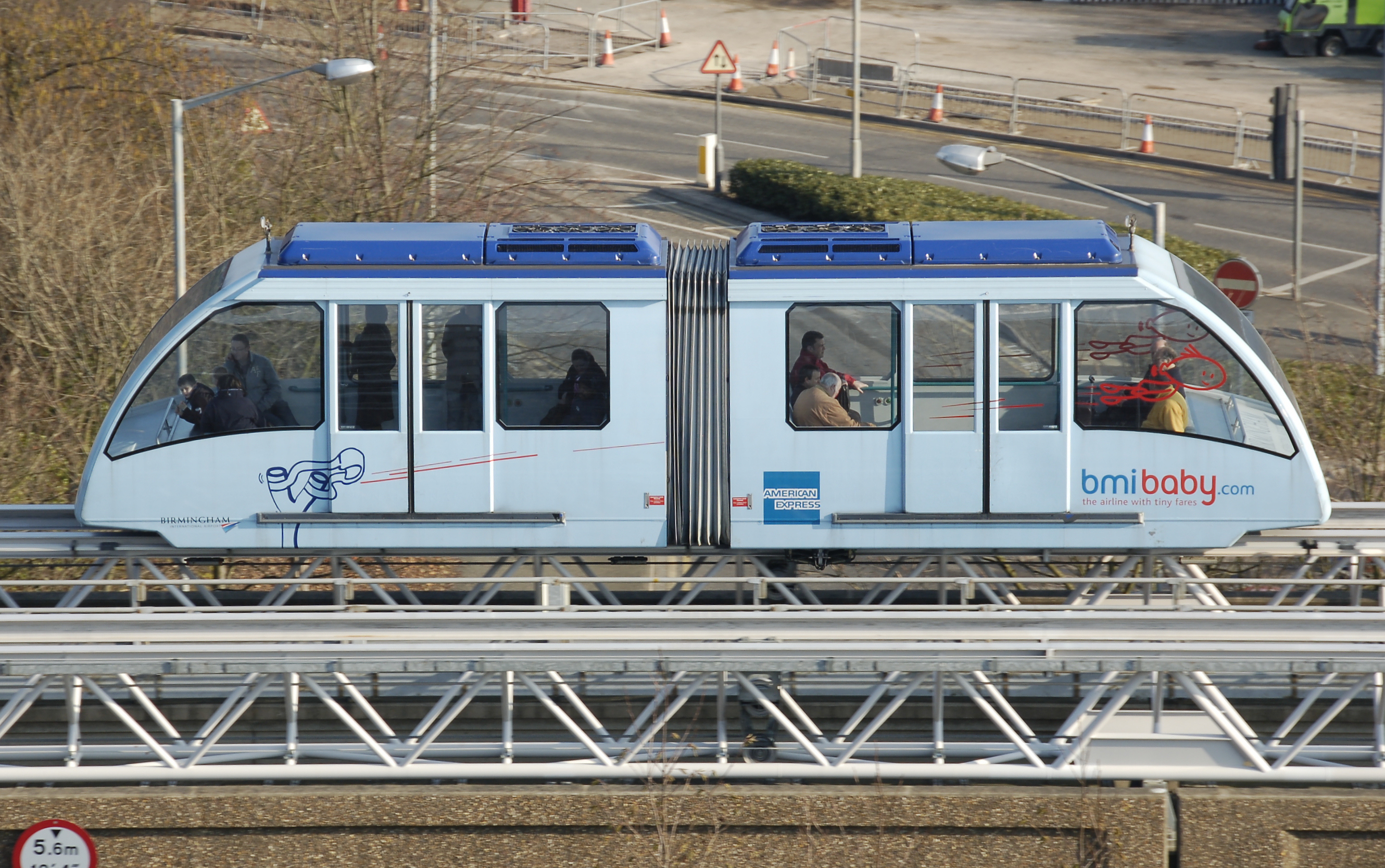
El AirRail Link une a la estación de tren al aeropuerto, operado por una pista y un sistema de poleas

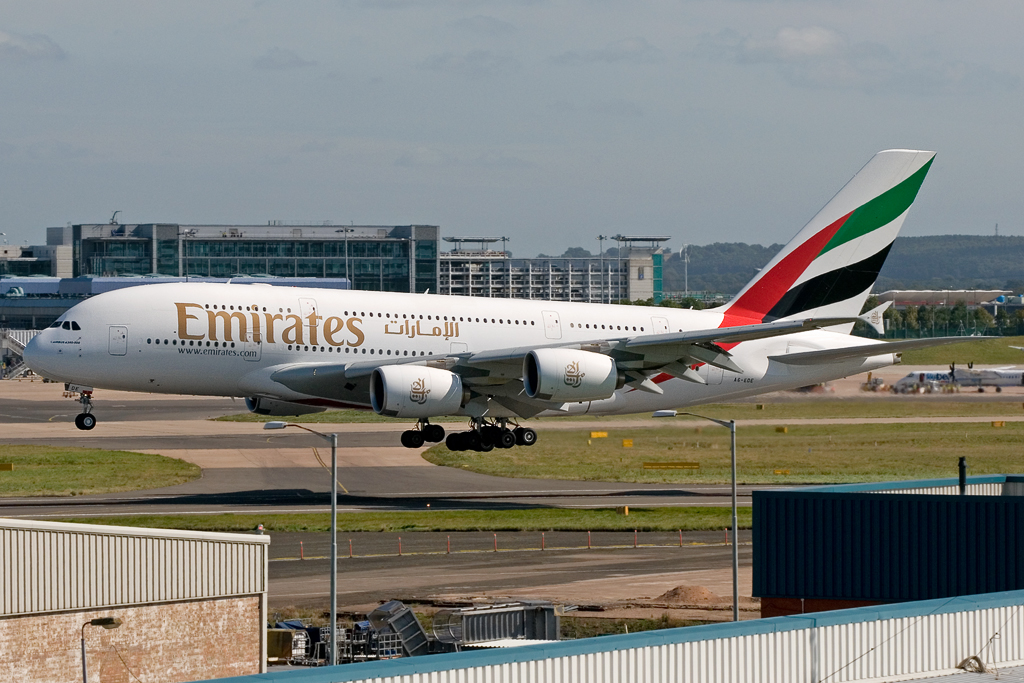
Un Airbus A380 de Emirates depegando en el Aeropuerto de Birmingham para celebrar lo 70 años del aeropuerto y la apertura del nuevo muelle internacional.

El aeropuerto de Birmingham cuenta con vuelos hasta las siguientes ciudades (enero de 2020):
| Ciudades por países        | Nombre del aeropuerto                                           | Aerolíneas                                                          | Aeronaves       | Frecuencias semanales |        |
| África                     | África                                                          | África                                                              | África          | África                | África |
| -------------------------- | --------------------------------------------------------------- | ------------------------------------------------------------------- | --------------- | --------------------- | ------ |
| Cabo Verde                 |                                                                 |                                                                     |                 |                       |        |
| Isla de Boa Vista          | Aeropuerto Internacional Aristides Pereira                      | TUI Airways                                                         | B7x7            |                       |        |
| Isla de Sal                | Aeropuerto de Sal                                               | TUI Airways                                                         | B7x7            |                       |        |
| Egipto                     |                                                                 |                                                                     |                 |                       |        |
| Hurgada                    | Aeropuerto Internacional de Hurghada                            | TUI Airways                                                         | B7x7            |                       |        |
| Sharm el-Sheij             | Aeropuerto Internacional de Sharm el-Sheij                      | TUI Airways                                                         | B7x7            |                       |        |
| Marruecos                  |                                                                 |                                                                     |                 |                       |        |
| Agadir                     | Aeropuerto de Agadir                                            | Air Arabia Maroc TUI Airways                                        | A320-214 B7x7   |                       |        |
| Marrakech                  | Aeropuerto de Marrakech-Menara                                  | TUI Airways                                                         | B7x7            |                       |        |
| Túnez                      |                                                                 |                                                                     |                 |                       |        |
| Enfidha                    | Aeropuerto Internacional de Enfidha-Hammamet                    | TUI Airways                                                         | B7x7            |                       |        |
| América del Norte          |                                                                 |                                                                     |                 |                       |        |
| Barbados                   |                                                                 |                                                                     |                 |                       |        |
| Bridgetown                 | Aeropuerto Internacional Grantley Adams                         | TUI Airways                                                         | B7x7            |                       |        |
| Estados Unidos             |                                                                 |                                                                     |                 |                       |        |
| Melbourne                  | Aeropuerto Internacional de Orlando-Melbourne                   | TUI Airways (Estacional)                                            | B7x7            |                       |        |
| Jamaica                    |                                                                 |                                                                     |                 |                       |        |
| Montego Bay                | Aeropuerto de Montego Bay                                       | TUI Airways                                                         | B7x7            |                       |        |
| México                     |                                                                 |                                                                     |                 |                       |        |
| Cancún                     | Aeropuerto de Cancún                                            | TUI Airways                                                         | B7x7            |                       |        |
| Centroamérica y El Caribe  |                                                                 |                                                                     |                 |                       |        |
| República Dominicana       |                                                                 |                                                                     |                 |                       |        |
| Punta Cana                 | Aeropuerto Internacional de Punta Cana                          | TUI Airways                                                         | B787            |                       |        |
| Asia                       |                                                                 |                                                                     |                 |                       |        |
| Catar                      |                                                                 |                                                                     |                 |                       |        |
| Doha                       | Aeropuerto de Doha                                              | Qatar Airways                                                       |                 |                       |        |
| Chipre                     |                                                                 |                                                                     |                 |                       |        |
| Lárnaca                    | Aeropuerto de Lárnaca                                           | Jet2.com (Estacional) TUI Airways (Estacional)                      | B7x7            |                       |        |
| Pafos                      | Aeropuerto de Pafos                                             | Jet2.com (Estacional) TUI Airways (Estacional)                      | B7x7            |                       |        |
| EAU                        |                                                                 |                                                                     |                 |                       |        |
| Dubái                      | Aeropuerto de Dubái                                             | Emirates                                                            |                 |                       |        |
| India                      |                                                                 |                                                                     |                 |                       |        |
| Amritsar                   | Aeropuerto de Amritsar                                          | Air India                                                           |                 |                       |        |
| Nueva Delhi                | Aeropuerto Internacional Indira Gandhi                          | Air India                                                           |                 |                       |        |
| Malasia                    |                                                                 |                                                                     |                 |                       |        |
| Langkawi                   | Aeropuerto Internacional de Langkawi                            | TUI Airways                                                         | B7x7            |                       |        |
| Turkmenistán               |                                                                 |                                                                     |                 |                       |        |
| Asjabad                    | Aeropuerto de Asjabad                                           | Turkmenistan Airlines                                               |                 |                       |        |
| Turquía                    |                                                                 |                                                                     |                 |                       |        |
| Antalya                    | Aeropuerto de Antalya                                           | AnadoluJet Corendon Airlines Jet2.com TUI Airways (Estacional)      | B737-800 B7x7   |                       |        |
| Bodrum                     | Aeropuerto de Bodrum                                            | Jet2.com (Estacional) TUI Airways (Estacional)                      | B7x7            |                       |        |
| Dalaman                    | Aeropuerto de Dalaman                                           | Corendon Airlines Jet2.com (Estacional) TUI Airways (Estacional)    | B7x7            |                       |        |
| Estambul                   | Aeropuerto de Estambul                                          | Turkish Airlines                                                    |                 |                       |        |
| Izmir                      | Aeropuerto de Izmir                                             | Jet2.com (Estacional) TUI Airways (Estacional)                      | B7x7            |                       |        |
| Europa                     |                                                                 |                                                                     |                 |                       |        |
| Alemania                   |                                                                 |                                                                     |                 |                       |        |
| Düsseldorf                 | Aeropuerto de Düsseldorf                                        | Eurowings                                                           |                 |                       |        |
| Fráncfort del Meno         | Aeropuerto de Fráncfort del Meno                                | Lufthansa                                                           |                 |                       |        |
| Múnich                     | Aeropuerto de Múnich                                            | Lufthansa                                                           |                 |                       |        |
| Austria                    |                                                                 |                                                                     |                 |                       |        |
| Innsbruck                  | Aeropuerto de Innsbruck                                         | Jet2.com TUI Airways                                                | B7x7            |                       |        |
| Salzburgo                  | Aeropuerto de Salzburgo                                         | Jet2.com TUI Airways                                                | B7x7            |                       |        |
| Viena                      | Aeropuerto de Viena                                             | Austrian Airlines Jet2.com (Estacional) Lauda Europe                | A320-200        |                       |        |
| Bélgica                    |                                                                 |                                                                     |                 |                       |        |
| Bruselas                   | Aeropuerto de Bruselas                                          | Brussels Airlines                                                   | A3xx            |                       |        |
| Bulgaria                   |                                                                 |                                                                     |                 |                       |        |
| Burgas                     | Aeropuerto de Burgas                                            | BH Air Jet2.com (Estacional) TUI Airways (Estacional)               | A320-232 B7x7   |                       |        |
| Sofía                      | Aeropuerto de Sofía                                             | Ryanair TUI Airways                                                 | B737 B7x7       |                       |        |
| Croacia                    |                                                                 |                                                                     |                 |                       |        |
| Dubrovnik                  | Aeropuerto de Dubrovnik                                         | Jet2.com (Estacional) TUI Airways (Estacional)                      | B7x7            |                       |        |
| Split                      | Aeropuerto de Split                                             | Jet2.com (Estacional)                                               |                 |                       |        |
| Zadar                      | Aeropuerto de Zadar                                             | Ryanair (Estacional)                                                | B737            |                       |        |
| Dinamarca                  |                                                                 |                                                                     |                 |                       |        |
| Copenhague                 | Aeropuerto de Copenhague-Kastrup                                | SAS                                                                 |                 |                       |        |
| Eslovaquia                 |                                                                 |                                                                     |                 |                       |        |
| Bratislava                 | Aeropuerto de Bratislava                                        | Ryanair                                                             | B737            |                       |        |
| España                     |                                                                 |                                                                     |                 |                       |        |
| Alicante                   | Aeropuerto de Alicante-Elche Miguel Hernández                   | Jet2.com Ryanair TUI Airways (Estacional)                           | B737 B7x7       |                       |        |
| Almería                    | Aeropuerto de Almería                                           | Jet2.com (Estacional) TUI Airways (Estacional)                      | B7x7            |                       |        |
| Barcelona                  | Aeropuerto de Barcelona                                         | Jet2.com Ryanair Vueling                                            | B737 A3xx       |                       |        |
| Fuerteventura              | Aeropuerto de Fuerteventura                                     | Jet2.com Ryanair TUI Airways                                        | B737 B7x7       |                       |        |
| Gerona                     | Aeropuerto de Gerona                                            | Jet2.com (Estacional) TUI Airways (Estacional)                      | B7x7            |                       |        |
| Ibiza                      | Aeropuerto de Ibiza                                             | Jet2.com (Estacional) TUI Airways (Estacional)                      | B7x7            |                       |        |
| Lanzarote                  | Aeropuerto de Lanzarote                                         | Jet2.com Ryanair TUI Airways                                        | B737 B7x7       |                       |        |
| Las Palmas de Gran Canaria | Aeropuerto de Gran Canaria                                      | Jet2.com Ryanair TUI Airways                                        | B737 B7x7       |                       |        |
| Madrid                     | Aeropuerto Adolfo Suárez Madrid-Barajas                         | Iberia Ryanair                                                      | A3xx B737       |                       |        |
| Málaga                     | Aeropuerto de Málaga                                            | easyJet Jet2.com Ryanair TUI Airways                                | A3xx B737 B7x7  |                       |        |
| Menorca                    | Aeropuerto de Menorca                                           | Jet2.com (Estacional) TUI Airways (Estacional)                      | B7x7            |                       |        |
| Murcia                     | Aeropuerto Internacional de la Región de Murcia                 | Jet2.com Ryanair                                                    | B737            |                       |        |
| Palma de Mallorca          | Aeropuerto de Palma de Mallorca                                 | easyJet Jet2.com Ryanair (Estacional) TUI Airways (Estacional)      | A3xx B737 B7x7  |                       |        |
| Reus                       | Aeropuerto de Reus                                              | Jet2.com (Estacional) Ryanair (Estacional) TUI Airways (Estacional) | B737 B7x7       |                       |        |
| Sevilla                    | Aeropuerto de Sevilla                                           | Ryanair                                                             | B737            |                       |        |
| Granadilla de Abona        | Aeropuerto de Tenerife Sur                                      | Jet2.com Ryanair TUI Airways                                        | B737 B7x7       |                       |        |
| Valencia                   | Aeropuerto de Valencia                                          | Ryanair                                                             | B737            |                       |        |
| Finlandia                  |                                                                 |                                                                     |                 |                       |        |
| Kittilä                    | Aeropuerto de Kittilä                                           | TUI Airways (Estacional)                                            | B7x7            |                       |        |
| Kuusamo                    | Aeropuerto de Kuusamo                                           | TUI Airways                                                         | B7x7            |                       |        |
| Rovaniemi                  | Aeropuerto de Rovaniemi                                         | TUI Airways (Estacional)                                            | B7x7            |                       |        |
| Francia                    |                                                                 |                                                                     |                 |                       |        |
| Bergerac                   | Aeropuerto de Bergerac                                          | Jet2.com (Estacional)                                               |                 |                       |        |
| Chambéry                   | Aeropuerto de Chambéry-Savoie                                   | Jet2.com (Estacional) TUI Airways                                   | B7x7            |                       |        |
| Grenoble                   | Aeropuerto de Grenoble                                          | Jet2.com                                                            |                 |                       |        |
| París                      | Aeropuerto Charles de Gaulle                                    | Air France                                                          |                 |                       |        |
| París                      | Aeropuerto de París-Orly                                        | Vueling                                                             | A3xx            |                       |        |
| Perpiñán                   | Aeropuerto de Perpiñán-Rivesaltes                               | Ryanair (Estacional)                                                | B737            |                       |        |
| Toulouse                   | Aeropuerto de Toulouse                                          | TUI Airways                                                         | B7x7            |                       |        |
| Grecia                     |                                                                 |                                                                     |                 |                       |        |
| Atenas                     | Aeropuerto de Atenas                                            | Jet2.com (Estacional)                                               |                 |                       |        |
| Corfu                      | Aeropuerto de Corfu                                             | Jet2.com (Estacional) Ryanair (Estacional) TUI Airways (Estacional) | B737 B7x7       |                       |        |
| Heraclión                  | Aeropuerto de Heraclión                                         | Jet2.com (Estacional) TUI Airways (Estacional)                      | B7x7            |                       |        |
| Kalamata                   | Aeropuerto de Kalamata                                          | Jet2.com (Estacional)                                               |                 |                       |        |
| Kavala                     | Aeropuerto de Kavala                                            | TUI Airways (Estacional)                                            | B7x7            |                       |        |
| Kefalonia                  | Aeropuerto de Kefalonia                                         | TUI Airways (Estacional)                                            | B7x7            |                       |        |
| Kos                        | Aeropuerto de Kos                                               | Jet2.com (Estacional) TUI Airways (Estacional)                      | B7x7            |                       |        |
| La Canea                   | Aeropuerto de La Canea                                          | Jet2.com (Estacional) TUI Airways (Estacional)                      | B7x7            |                       |        |
| Lefkada/Préveza            | Aeropuerto de Préveza                                           | Jet2.com (Estacional)                                               |                 |                       |        |
| Rodas                      | Aeropuerto de Rodas                                             | Jet2.com (Estacional) Ryanair (Estacional) TUI Airways (Estacional) | B737 B7x7       |                       |        |
| Santorini                  | Aeropuerto de Santorini                                         | Jet2.com (Estacional) TUI Airways (Estacional)                      | B7x7            |                       |        |
| Scíathos                   | Aeropuerto Internacional de Scíathos - Alexandros Papadiamantis | Jet2.com (Estacional) TUI Airways (Estacional)                      | B7x7            |                       |        |
| Tesalónica                 | Aeropuerto Internacional Macedonia                              | Jet2.com (Estacional) TUI Airways (Estacional)                      | B7x7            |                       |        |
| Zante                      | Aeropuerto Internacional de Zante                               | Jet2.com (Estacional) TUI Airways (Estacional)                      | B7x7            |                       |        |
| Guernsey                   |                                                                 |                                                                     |                 |                       |        |
| La Foresta                 | Aeropuerto de Guernsey                                          | Aurigny                                                             |                 |                       |        |
| Hungría                    |                                                                 |                                                                     |                 |                       |        |
| Budapest                   | Aeropuerto de Budapest                                          | Jet2.com Wizz Air                                                   | A32x            |                       |        |
| Irlanda                    |                                                                 |                                                                     |                 |                       |        |
| Cork                       | Aeropuerto de Cork                                              | Ryanair                                                             | B737            |                       |        |
| Dublín                     | Aeropuerto de Dublín                                            | Aer Lingus Regional operado por Emerald Airlines Ryanair            | ATR 72-600 B737 |                       |        |
| Knock                      | Aeropuerto de Knock                                             | Ryanair                                                             | B737            |                       |        |
| Shannon                    | Aeropuerto de Shannon                                           | Ryanair                                                             | B737            |                       |        |
| Irlanda del Norte          |                                                                 |                                                                     |                 |                       |        |
| Belfast                    | Aeropuerto de la Ciudad de Belfast George Best                  | Aer Lingus Regional operado por Emerald Airlines                    | ATR 72-600      |                       |        |
| Belfast                    | Aeropuerto Internacional de Belfast                             | easyJet                                                             | A3xx            |                       |        |
| Isla de Man                |                                                                 |                                                                     |                 |                       |        |
| Castletown                 | Aeropuerto de la Isla de Man                                    | Loganair                                                            |                 |                       |        |
| Islandia                   |                                                                 |                                                                     |                 |                       |        |
| Keflavik                   | Aeropuerto de Keflavik                                          | Jet2.com (Estacional)                                               |                 |                       |        |
| Italia                     |                                                                 |                                                                     |                 |                       |        |
| Bérgamo                    | Aeropuerto de Bérgamo-Orio al Serio                             | Ryanair                                                             | B737            |                       |        |
| Catania                    | Aeropuerto de Catania                                           | Jet2.com (Estacional)                                               |                 |                       |        |
| Nápoles                    | Aeropuerto de Nápoles-Capodichino                               | Jet2.com (Estacional) TUI Airways (Estacional)                      | B7x7            |                       |        |
| Olbia                      | Aeropuerto de Olbia                                             | Jet2.com (Estacional)                                               |                 |                       |        |
| Pisa                       | Aeropuerto de Pisa                                              | Jet2.com (Estacional)                                               |                 |                       |        |
| Roma                       | Aeropuerto de Roma-Fiumicino                                    | Jet2.com                                                            |                 |                       |        |
| Turín                      | Aeropuerto de Turín                                             | Jet2.com Ryanair (Estacional) TUI Airways                           | B737 B7x7       |                       |        |
| Venecia                    | Aeropuerto de Venecia                                           | Jet2.com                                                            |                 |                       |        |
| Verona                     | Aeropuerto de Verona                                            | Jet2.com (Estacional) Ryanair TUI Airways                           | B737 B7x7       |                       |        |
| Jersey                     |                                                                 |                                                                     |                 |                       |        |
| Saint Peter                | Aeropuerto de Jersey                                            | Blue Islands Jet2.com (Estacional)                                  | ATR             |                       |        |
| Lituania                   |                                                                 |                                                                     |                 |                       |        |
| Vilna                      | Aeropuerto Internacional de Vilna                               | Ryanair                                                             | B737            |                       |        |
| Malta                      |                                                                 |                                                                     |                 |                       |        |
| La Valeta                  | Aeropuerto Internacional de Malta                               | Jet2.com (Estacional) Ryanair                                       | B737            |                       |        |
| Países Bajos               |                                                                 |                                                                     |                 |                       |        |
| Ámsterdam                  | Aeropuerto Schiphol                                             | easyJet Jet2.com KLM Ryanair                                        | A32x B737       |                       |        |
| Polonia                    |                                                                 |                                                                     |                 |                       |        |
| Breslavia                  | Aeropuerto de Breslavia                                         | Wizz Air                                                            | A32x            |                       |        |
| Bydgoszcz                  | Aeropuerto de Bydgoszcz                                         | Ryanair                                                             | B737            |                       |        |
| Cracovia                   | Aeropuerto de Cracovia                                          | Jet2.com Ryanair Wizz Air                                           | B737 A32x       |                       |        |
| Gdansk                     | Aeropuerto de Gdansk                                            | Ryanair                                                             | B737            |                       |        |
| Katowice                   | Aeropuerto de Katowice                                          | Ryanair                                                             | B737            |                       |        |
| Poznan                     | Aeropuerto de Poznan                                            | Wizz Air                                                            | A32x            |                       |        |
| Varsovia                   | Aeropuerto de Varsovia-Chopin                                   | Wizz Air                                                            | A32x            |                       |        |
| Varsovia                   | Aeropuerto de Varsovia-Modlin                                   | Ryanair                                                             | B737            |                       |        |
| Portugal                   |                                                                 |                                                                     |                 |                       |        |
| Faro                       | Aeropuerto de Faro                                              | Jet2.com Ryanair TUI Airways (Estacional)                           | B737 B7x7       |                       |        |
| Funchal                    | Aeropuerto de Funchal                                           | Jet2.com TUI Airways                                                | B7x7            |                       |        |
| Lisboa                     | Aeropuerto de Lisboa                                            | Ryanair                                                             | B737            |                       |        |
| Oporto                     | Aeropuerto de Oporto                                            | Ryanair                                                             | B737            |                       |        |
| Reino Unido                |                                                                 |                                                                     |                 |                       |        |
| Aberdeen                   | Aeropuerto de Aberdeen                                          | Loganair                                                            |                 |                       |        |
| Edimburgo                  | Aeropuerto de Edimburgo                                         | easyJet                                                             | A3xx            |                       |        |
| Glasgow                    | Aeropuerto Internacional de Glasgow                             | easyJet                                                             | A3xx            |                       |        |
| Inverness                  | Aeropuerto de Inverness                                         | Loganair                                                            |                 |                       |        |
| República Checa            |                                                                 |                                                                     |                 |                       |        |
| Praga                      | Aeropuerto de Praga                                             | Eurowings Jet2.com                                                  |                 |                       |        |
| Rumania                    |                                                                 |                                                                     |                 |                       |        |
| Bucarest                   | Aeropuerto de Bucarest                                          | Ryanair Wizz Air                                                    | B737 A32x       |                       |        |
| Cluj-Napoca                | Aeropuerto de Cluj-Napoca                                       | Wizz Air                                                            | A32x            |                       |        |
| Craiova                    | Aeropuerto de Craiova                                           | Wizz Air                                                            | A32x            |                       |        |
| Suecia                     |                                                                 |                                                                     |                 |                       |        |
| Estocolmo                  | Aeropuerto de Estocolmo-Arlanda                                 | Eurowings                                                           |                 |                       |        |
| Suiza                      |                                                                 |                                                                     |                 |                       |        |
| Ginebra                    | Aeropuerto de Ginebra                                           | easyJet Jet2.com                                                    | A3xx            |                       |        |
| Zúrich                     | Aeropuerto de Zúrich                                            | Swiss                                                               | A               |                       |        |

## Estadísticas

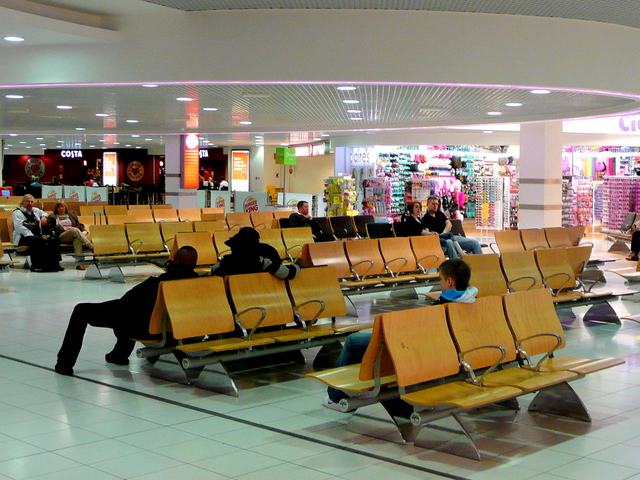
Salidas a las 5AM en febrero de 2009

Ver fuente y consulta Wikidata.
| Puesto | Aeropuerto              | Pasajeros | Variación % |
| ------ | ----------------------- | --------- | ----------- |
| 1      | Dublín                  | 673.042   | 266,2%      |
| 2      | Dubái                   | 481.136   | 343,0%      |
| 3      | Ámsterdam               | 431.304   | 246,2%      |
| 4      | Palma de Mallorca       | 357.627   | 348,2%      |
| 5      | Tenerife Sur            | 348.888   | 273,6%      |
| 6      | Alicante                | 330.423   | 257,4%      |
| 7      | Belfast–Internacional   | 313.843   | 54,0%       |
| 8      | Málaga                  | 293.957   | 255,8%      |
| 9      | Faro                    | 254.281   | 265,8%      |
| 10     | Antalya                 | 249.111   | 1.266,5%    |
| 11     | Lanzarote               | 224.840   | 270,9%      |
| 12     | París–Charles de Gaulle | 201.989   | 267,6%      |
| 13     | Barcelona               | 201.371   | 332,3%      |
| 14     | Fráncfort               | 196.805   | 1,5%        |
| 15     | Glasgow                 | 183.489   | 209,6%      |
| 16     | Edimburgo               | 171.501   | 108,6%      |
| 17     | Gran Canaria            | 157.237   | 264,0%      |
| 18     | Dalaman                 | 154.129   | 1.044,0%    |
| 19     | Estambul                | 148.189   | 351,8%      |
| 20     | Bucarest                | 146.024   | 351,8%      |